# インターネットテレビ
インターネットテレビまたはストリーミングテレビとは、テレビ番組などのテレビコンテンツを、インターネット上でストリーミングメディアとして配信するデジタル配信のこと。無線システム、ケーブルテレビ、または衛星テレビシステムによって配信される地上デジタルテレビ放送とは対照的である。

## 概要
インターネットテレビは、インターネットを介して配信されている映像番組を視聴する動画配信サービスである。音声のみの配信サービスはインターネットラジオと呼ばれ区別されている。
伝統的マスメディアが視聴率を基準として万人受けするプログラムを編成しているのに対し、インターネットテレビは膨大な量のコンテンツをサーバに置き、ユーザーは個々の好みでコンテンツをダウンロードして視聴できるため、特定層だけに人気があるようなコンテンツを揃えることでロングテール戦略が取れるようになったこと、ピア・ツー・ピアによって個々のユーザー情報をサーバ側が管理することでオンデマンド配信が可能となったこと、Web 2.0の出現によって視聴者と製作者の壁が破壊され、テレビがソーシャルメディアの一部となったことなどの違いがある。また、伝統的マスメディアでは、コンテンツに30分枠、1時間枠といった定型化された時間の制約があったが、インターネットテレビのコンテンツの尺は、原則的に自由である。
ラモン・ロバトは、インターネットテレビサイトを時制・課金方法・コンテンツの製作者の三属性によって以下のように類別している。なお、実際に行われているサービスは、これらの要素を複数併せ持つ場合が多い。
テレビ放送局による配信英語圏ではオンラインテレビポータル（online TV portals）とも呼ばれる。テレビ放送局やケーブルテレビ局、衛星放送などの事業者によって、本業の放送を補助する形でに行われるもの。基本的なコンテンツは本放送に準じた番組になるが、放送形態として、キャッチアップ、見逃し配信などと呼ばれる放送したばかりの番組の配信、ライブラリ・アーカイブなどと呼ばれる過去番組配信、本放送と同時にライブストリーミングされる同時サイマル配信がある。
課金型オンデマンド配信事業者が選定した数多くのコンテンツを契約に応じて何回でも視聴できる事業形態で、一般にビデオ・オン・デマンド（VOD）と呼ばれる。プラットフォーム事業者が独自に制作し提供される番組も多いが、既存のテレビ放送と同じような内容もある。ライブ配信（ライブストリーミング）されている番組はリアルタイムで視聴（ストリーミング）でき、録画や過去の番組（アーカイブ）が提供されていればいつでも視聴できる。課金形態によって、月ごとに一定額を納めて無制限に利用できる都度課金型（サブスクリプション）、コンテンツを利用するごとに料金が発生する都度課金型（ペイ・パー・ビュー）、無料コンテンツ配信する無料型、及び、これらの方法を併せ持つ複合型がある。
ビデオ共有サイトアマチュアが作成した投稿動画や、無料提供された商用コンテンツに広告を加えて配信するサイト。これらのインターネット配信される番組には、番組途中でコマーシャルを放映し、番組中も画面外にバナー広告を掲載することで収益を得てサービス自体は無料で提供されるものもある。
これら以外にも、権利処理を行わない違法配信サイトや、インターネットテレビ情報をまとめたキュレーションサイトもインターネットテレビに含めることができる。

## 日本国内の実情

### 独立動画配信サービス
2007年にネットフリックスが米国で動画配信サービスを開始するなど、ビデオ・オン・デマンド時代の到来が予想された。日本国内におけるインターネットテレビ技術の標準化に向けた取り組みとして、2008年（平成20年）5月にNTT、KDDI、ソフトバンクの通信3キャリアが中心となり、NHKや民放5局、ソニー、パナソニック、シャープ、東芝、日立製作所などが参加して、IPTV技術規格の標準化団体「中間社団法人 IPTVフォーラム（後に中間法人法廃止に伴い一般社団法人化）が設立され、2009年11月現在で社員会員54社、協賛会員20社が参加して、技術規格の標準化を推進していた。理事長は慶應義塾大学教授の村井純。
同団体の技術仕様体系としては、配信サービス仕様として「VOD仕様」・「ダウンロード仕様」・「IP放送仕様」、サービスアプローチ仕様として「放送連携サービスアプローチ仕様」・「インターネットスコープサービスアプローチ仕様」・「CDNサービスアプローチ仕様」、その他「地上デジタルテレビジョン放送IP再送信運用規定」・「BSデジタル放送IP再送信運用規定」の8つの技術規格に分類していた。
回線速度の向上に伴い、制作会社やプロバイダー、ポータルサイトによる独立した動画配信サービスが勃興し始めた。2008年7月にGyaOが登録会員数2000万人を超えた。また、吉本興業はcasTYをいち早く手がけたり、Netflix配信番組を制作した。
ただし先駆者のその後は順風満帆ではなく、GyaOは経営に行き詰まってYahoo!動画とサービス統合しGyaO!（現:GYAO!）に変わり、casTYも事業見直しで終了した。このような設備投資のコストを避けるため、2010年代になると大手企業も一般動画サイト・サービスに同居する例が多くなっている。
海外勢では2011年にHuluが日本上陸をしたものの苦戦し、2014年に日本テレビに事業譲渡したが、2016年に上陸したNetflix、Amazonプライムビデオは成功を収めている。

### 地上波テレビ局とインターネットテレビ
2000年代末以降、既存のテレビ局も本格的にインターネット動画配信に参入しだした。当初は、無料でクリップ・ニュースを配信したり、過去に既存のテレビ網で放送されたドラマなどの番組を有料ビデオ・オン・デマンドによりパソコン向けに配信し始めた。ただし、テレビ局によって対応は様々で、第2日本テレビのように入会無料の例もあったが、だいたいは入会金が必要であった。
ラジオ局が映像配信をする例もあり、文化放送は2007年からインターネットラジオ「超!A&G+」では低解像度ではあるが映像配信も行っていた。
日本のテレビ局は視聴率調査に関して極めて保守的 であることもあり、インターネット利用に消極的とみられていた。日本のテレビ局は系列地方局を多数抱えており、地方テレビ局の広告収入が減収となる恐れがある 、番組の視聴率低下の恐れがあることが懸念され、地上波テレビ番組のネット配信は限定的であった。2005年のライブドアによるニッポン放送買収騒動、楽天によるTBS買収騒動は通信と放送の融合を唱えた新興ネット勢力に対して冷ややかな形で収まった。
ブロードバンド時代になってからもテレビ局のネット活用は停滞。2011年の東日本大震災の際に真っ先にネット配信を行ったのはNHKの放送をUstreamで違法配信していた中学生だった。ようやく2015年に民放キー局5社によるTVerが開始され、一部の番組がネットでも配信されるようになった。2016年にはテレビ朝日とサイバーエージェントによるAbemaTVが開局し、テレビ局とネット会社の連携が成り立った。

#### テレビ放送番組の同時サイマル配信
サイマル放送は長らく行われず、テレビ放送番組のインターネットでの同時サイマル配信は、エムキャスを使ったTOKYO MXや群馬テレビを除き、災害・重大事件の発生時、一部の式典を除いて、ほとんど行われなかったが、2019年6月にはNHKテレビ（総合・Eテレ）のネット同時配信を認める改正放送法が成立、NHKプラスが2020年3月から開始された。
在京キー局では5局が2020年秋以降、テレビ番組を放送と同時にインターネットに流す同時配信を始める方向で準備していることが明らかになり、2020年10月に在京キー局のトップを切って日本テレビが中京テレビや読売テレビと共同でTVerを用いたプライムタイムの同時配信に踏み切り、他系列も相次いで参入した。

### 主な配信サイト
音声のみや、YouTube・ニコニコ動画などの動画投稿サイト内チャンネルなど一般サイトに同居する形での動画配信を除く。

#### 日本国政府、各省庁が運営
- 政府インターネットテレビ
- 衆議院インターネット審議中継
- 参議院インターネット審議中継

#### 地方自治体が運営
- いばキラTV（茨城県）
- 宮城県インターネット放送局（宮城県）
- 群馬県インターネット放送局（群馬県）
- 千葉県インターネット放送局（千葉県）
- かながわインターネット放送局（神奈川県）
- いしかわインターネット放送局（石川県）
- 福井県インターネット放送局（福井県）
- やまなしwebTV（山梨県）
- 三重県インターネット放送局（三重県）
- 京都府インターネット放送局（京都府）

#### テレビ局、ラジオ局が運営
日本放送協会（NHK）
- NHKプラス（常時同時配信・見逃し番組配信）
- NHKオンデマンド

日本テレビ放送網
- 日テレ リアルタイム配信（TVer）
- Hulu（米国大手の動画配信サービスの日本法人を買収、子会社のHJホールディングス合同会社が運営）
  - 日テレオンデマンド（最新話限定の無料配信サービス日テレ無料TADA!by日テレオンデマンドも運営、2019年9月に有料サービスを終了）
  - 第2日本テレビ（「日テレオンデマンド ゼロ」に名称変更後2013年4月にサービス終了。日テレ無料TADA!として無料配信のみ、現在も残っている。）

テレビ朝日
- テレビ朝日 リアルタイム配信（TVer）
- ABEMA（旧：AbemaTV。多チャンネル型広告式生配信とVODの併売、サイバーエージェントとの合弁会社にて運営）
- TELASA（定額配信サービス、KDDIとの合弁会社にて運営、旧・ビデオパス）
- テレ朝動画（最新話限定の無料配信サービステレ朝キャッチアップも運営）
- 新日本プロレスワールド（新日本プロレスとの共同出資で運営）

TBSテレビ
- TBS リアルタイム配信（TVer）
- Paravi（旧：TBSオンデマンド。最新話限定の無料配信サービスTBSFREEも運営）

テレビ東京
- テレビ東京 リアルタイム配信（TVer）
- Paravi（旧：テレビ東京オンデマンド。最新話限定の無料配信はネットもテレ東と通称）
- テレビ東京ビジネスオンデマンド（経済番組専門の月額制配信）
- あにてれしあたー（アニメ番組の有料配信）

フジテレビジョン
- フジテレビ リアルタイム配信（TVer）
- フジテレビオンデマンド（略称：FOD。最新話限定の無料配信サービスはフジテレビオンデマンド見逃し配信と通称）
- ホウドウキョク（PC・スマートフォンへの配信に特化した24時間ニュースチャンネル、2018年3月でサービス終了しFNNプライムオンラインに移行）

毎日放送
- MBS動画イズム

カンテレ（関西テレビ）
- カンテレドーガ（旧：関西テレビおんでま）

ytv（読売テレビ）
- ytv MyDo!

HTB（北海道テレビ）
- HTB 北海道 on デマンド （2012年4月開設）

テレ玉
- テレ玉オンデマンド

スカパーJSAT
- スカパー!動画
- スカパー!オンデマンド→有料配信のSPOOXおよびSPOOX EX、無料配信のスカパー!番組配信に分離。

WOWOW
- WOWOWオンデマンド

その他
- エムキャス（TOKYO MX、地上波番組のサイマル配信アプリで、リクルートホールディングスとの共同運営）
- iiV Channel（TFMインタラクティブ - TOKYO FM系列）
- ファミリー劇場CLUB（ファミリー劇場）
- Pigooオンデマンド（つくばテレビ）

放送局連合
- TVer（在京・在阪民放計10社、広告代理店4社で出資する株式会社TVerが運営）
- Paravi（東京放送ホールディングス（TBSグループ）、テレビ東京ホールディングス（テレビ東京グループ）、WOWOWらが出資するVOD配信サイト）
- Locipo（在名民放4局〔CBC、東海、中京、テレビ愛知〕の共同動画・情報配信サービス、2020年3月27日開設）

#### プロバイダー、ポータルサイト、通信会社が運営
- ニコニコチャンネル（ドワンゴ関連会社の株式会社ニワンゴが運営。ニコニコ動画のインターネット放送局。チャンネル毎に各企業が運営・構成される）
- GYAO!（株式会社GYAO - Yahoo! JAPANグループ、元USENグループ）
  - TV Bank（TVバンク - ソフトバンクグループの運営会社だった）
  - LiveSports.jp（LiveSports K.K.が運営するスポーツ専門のライブ映像配信サイト。現在、過去映像はSportsnaviに保存されている。）
- DAZN （ソフトバンクとYahoo! JAPANの共同運営だったスポナビライブからコンテンツを移譲）
- Rakuten TV （旧：楽天ShowTime〔楽天ショウタイム〕）
  - BIGLOBEストリーム/アニメワン（NECビッグローブ - 旧NECグループ） - 2013年9月30日で全サービスを終了。アニメワンは楽天ShowTimeへ移管。
- Rチャンネル（楽天）
- U-NEXT（USEN-NEXT HOLDINGS 傘下）
- NOTTV（NTTドコモ グループ子会社が運営）
- ゲオTV（ゲオ）
- FANY Channel（NTTぷらら）
- Google TV（旧：Google Play ムービー&TV）
- FRESH LIVE（サイバーエージェント）
- msnビデオ（マイクロソフト）
- Screenplus（エー・アイ・アイ - ソニーグループ）
- DOING.TV（オープンインタフェース）
- OPENREC.tv（CyberZ）
- BSO-tv（ビー・エス・コミュニケーションズ株式会社が運営する無料広告掲載のインターネット放送局）
- Lemino（旧 dTV）
- TSUTAYA TV
- アクトビラ
- クランクイン！
- ひかりTVチャンネル
- Apple TV+
- WATCHA

#### 番組制作会社、映像コンテンツ会社が運営
YouTubeやスティッカム等、汎用のプラットフォームによるライブストリーミング配信を除く。音声のみはインターネットラジオやポッドキャストを参照。
- Amazon Prime Video
- Netflix
- Disney+
- DMM.com
- バンダイチャンネル（バンダイチャンネル - バンダイナムコグループ、「アニメ.モビ」の名称で携帯電話向け（iモードのみ）にも配信を行っていた。）
- BeeTV（エイベックス通信放送 - エイベックス・エンタテインメントとNTTドコモの合併会社（エイベックス）。dTVにもコンテンツを提供している。当初はiモードのみの携帯電話向けサービスだった。）
- アニメイトTV（フロンティアワークス - アニメイトグループ）
- アニメNewtypeチャンネル（角川コンテンツゲート - 角川グループ、「アニメNeytype」の名称で携帯電話向け（iモードのみ）にも配信を行っていた。）
- ムービースクエア（トムス・エンタテインメント - セガサミーグループ、「アニ見ル」の名称で携帯電話向け（iモード、EZweb、Yahoo!ケータイ共通）にも配信していた。）
- dアニメストア（ドコモ・アニメストア - 角川書店とNTTドコモの合弁会社）
- Oh!sama TV（キングレコード）
- ノーネスチャンネル（ノーネス）
- 超人大陸（NPOカルショック）
- そこまでやって委員会（株式会社TVTVTV）
- アスーチャンネル（無料動画配信アスーチャンネル）
- So-TV（日本のインターネット系独立メディア日本文化チャンネル桜の動画サイト。）
- ビデオニュース・ドットコム（日本のインターネット系独立メディア。リベラル系）
- マイスマTV（株式会社リップ） - マスメディアやマス系ネットメディアと連動し動画サイトやSNSなどのソーシャルメディアへ拡散させることでオリジナルの番組を配信している。
- DDT UNIVERSE（DDTプロレスリング）→WrestleUNIVERSE（CyberFight）
- プロ野球速報・ライブ中継 パ・リーグTV（パシフィックリーグマーケティング）
- DHCテレビ （DHCテレビジョン）
- ディズニーデラックス（ウォルト・ディズニー・ジャパン）- サービスの決済システムに「dアカウント」を用いる日本国内向けサービス
- ミレール - 東映、松竹、東宝等の映画会社の公式動画配信サービス

#### 地域情報の配信を目的とする団体、企業が運営
YouTubeやスティッカム等、汎用のプラットフォームによる動画配信を除く。音声のみはインターネットラジオを参照。
- NITN 日本インターネットテレビネットワーク（宮城県仙台市他 - 株式会社地域創造）
- Net-TV Yokohama（神奈川県横浜市- 株式会社ネットテレビヨコハマ）
- 南知多テレビ（愛知県南知多町 - ボランティアによる運営 ）
- SeebitTV（兵庫県神戸市 - Seebit）
- e媛netTV（愛媛県 - 株式会社愛媛インターネットテレビ）
- OkinawaBBtv（沖縄県 - 株式会社沖縄映像センター）

#### その他
- ポリスチャンネル  警察幹部OBらによって設立されたNPO法人が運営。日本でも珍しい治安専用チャンネル。-2015年12月31日に組織解散。
- ウェザーニュースLiVE（ウェザーニューズ）  公式サイトの他、ソラマドアプリ・YouTubeなどの複数の媒体で配信。
- デジタル・コンサートホール  ドイツのベルリン・フィルハーモニー管弦楽団による映像配信ポータルサイト。
- オリンピックチャンネル　国際オリンピック委員会が運営。日本語版あり。
- FASTチャンネル

## 海外の実情

### 中国の実情
中国では広播電視電影総局の検閲をパスし、かつインターネット放送に問題がない番組などに限り、CCTV（中国中央テレビ）が総合放送、娯楽放送、スポーツ放送、英語放送などのチャンネルを無料でリアルタイム配信しており、他にGDTV（広東テレビ）の広東語放送などもある。番組のオンデマンド配信もある。

### 韓国の実情
韓国では、KBS、MBC、SBSの主要放送局や一部ケーブルテレビの番組がストリーミング放送されており、地上波と同期されている為リアルタイムで見ることができる（ただし、スポーツ中継や映画、アニメ番組等は放映権の関係上、ネット放送されない）他、過去に放送された番組もクリップで見ることができる。これらのサービスはほとんどの場合無料で提供されており、会員加入の必要すらないケースもある。韓国のインターネットも参照のこと。

### オーストラリアの実情
オーストラリアでは公共放送であるABC（豪州放送協会 Australian Broadcasting Corporation）がニュース番組だけでなく、ビジネス、スポーツ、料理、子供向けなど各種番組のオンデマンド無料配信を行っている。

### フランスの実情
フランスの主要全国ネット放送局はインターネットで番組を提供していないが、地方放送局のボルドー・テレビは番組のオンデマンド配信やストリーミング放送を行っている。なお、ボルドー・テレビは全国ネットのリレー放送をしておらず、独自取材番組のみである。なお大手プロバイダ業者の一部は、ADSL回線を通じてMPEG4形式で多数のテレビ放送局（一部民放や有料放送局を除く）を配信するサービスも行っている。